# Шёнхольцерсвилен
Шёнхольцерсвилен (нем. Schönholzerswilen) — коммуна в Швейцарии, в кантоне Тургау.
С 2011 года входит в состав округа Вайнфельден (ранее входила в округ Мюнхвилен). Население составляет 751 человек (на 31 декабря 2007 года). Официальный код — 4756.